# 몰랑이

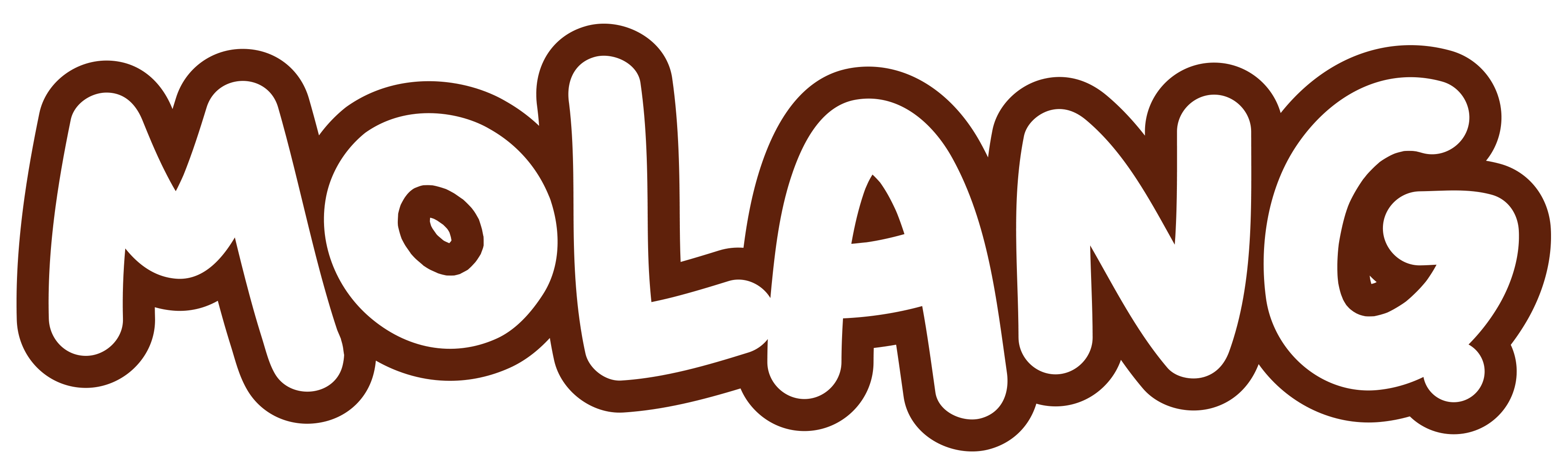

몰랑이(영어:Molang)는 한국인 캐릭터 디자이너인 하얀오리(윤혜지)에 의해 탄생한 캐릭터이다.. 작가의 블로그 글에 의하면, 이름의 어원은 디자이너의 사촌동생이 말랑말랑하다고 말랑이라는 이름을 지어 준 것을 조금 더 이름처럼 들리게 작명하던 도중 몰랑이로 정하게 되었다고 밝혔다..

## 애니메이션
프랑스에서 애니메이션으로 제작하였으며, 2017년 5월부터 대한민국에서는 EBS에서 수~금 오전 9시 30분으로 편성되어 방영 중이다. 공식 유튜브 채널에서도 영상이 주기적으로 올라오고 있다. 주요 등장인물은 토끼인 몰랑(Molang)과 병아리인 피우피우(Piu Piu)이다. 피우피우라는 이름은 작가가 지은 것이 아닌 프랑스 애니메이션 팀에서 지어주었다고 한다. 이름은 프랑스어로 삐약삐약이라는 뜻이라고 한다.